# Бадешти (Пиетрошани)
Бадешти (рум. Bădești) насеље је у Румунији у округу Арђеш у општини Пиетрошани. Oпштина се налази на надморској висини од 449 m.

## Становништво
Према подацима из 2002. године у насељу је живело 1541 становника.

### Попис2002.
| Расподела становништва по националности 2002.‍ | Расподела становништва по националности 2002.‍ | Расподела становништва по националности 2002.‍ | Расподела становништва по националности 2002.‍ | Расподела становништва по националности 2002.‍ |
| --------------------------------------------- | --------------------------------------------- | --------------------------------------------- | --------------------------------------------- | --------------------------------------------- |
|                                               |                                               |                                               |                                               |                                               |
| Румуни                                        | Румуни                                        |                                               | 1.369                                         | 88,8%                                         |
| Роми                                          | Роми                                          |                                               | 172                                           | 11,2%                                         |